# 神奈川縣知事列表
神奈川縣知事列表包括神奈川縣的歷代知事。
橫濱裁判所總督
東久世通禧:慶應4年/明治元年3月19日（1868年4月11日）
神奈川裁判所總督
東久世通禧:慶應4年/明治元年4月20日（1868年5月12日）
神奈川府知事
東久世通禧:慶應4年/明治元年6月17日（1868年8月5日）
神奈川縣知事
寺島宗則:慶應4年/明治元年9月21日（1868年11月5日）
井關盛艮:明治2年4月17日（1869年5月28日）
陸奥宗光:明治4年8月21日（1871年10月5日）
神奈川縣令
陸奥宗光:明治4年11月14日（1871年12月25日）
（權令）大江卓:明治5年7月14日（1872年8月17日）
中島信行:1874年1月15日
（權令）野村靖:1876年3月28日
野村靖:1878年7月25日
沖守固:1881年11月8日
神奈川線知事（官選）
沖守固:1886年7月19日
浅田德則:1889年12月26日
内海忠勝:1891年4月9日
中野健明:1893年3月10日
淺田徳則:1898年5月14日
周布公平:1900年6月16日
大島久滿次:1912年1月12日
石原健三:1914年4月28日
有吉忠一:1915年8月12日
井上孝哉:1919年4月18日
安河内麻吉:1922年10月16日
清野長太郎:1924年6月24日
堀切善次郎:1925年9月16日
池田宏:1926年9月28日
山縣治郎:1929年7月5日
遠藤柳作:1931年12月28日
橫山助成:1932年6月28日
石田馨:1935年1月15日
半井清:1936年3月13日
大村清一:1938年12月23日
飯沼一省:1939年9月5日
松村光磨:1940年4月9日
近藤壤太郎:1942年1月9日
藤原孝夫:1944年8月1日
内山巖太郎:1946年1月25日
渡邊廣:1947年3月12日
神奈川縣知事（民選）
内山巖太郎（5期）:1947年4月12日
津田文吾（2期）:1967年4月23日
長洲一二（5期）:1975年4月23日
岡崎洋（2期）:1995年4月23日
松澤成文（2期）:2003年4月23日
黑岩祐治（4期）:2011年4月23日